# Неделя
Неделя (рум. Nedelea) — село у повіті Прахова в Румунії. Входить до складу комуни Арічештій-Рахтівань.
Село розташоване на відстані 63 км на північ від Бухареста, 17 км на захід від Плоєшті, 77 км на південь від Брашова.

## Населення
За даними перепису населення 2002 року у селі проживали 2520 осіб. Усі жителі села рідною мовою назвали румунську.
Національний склад населення села:
| Національність | Кількість осіб | Відсоток |
| -------------- | -------------- | -------- |
| румуни         | 2512           | 99,7%    |
| цигани         | 8              | 0,3%     |